# Nortel
Nortel Networks – kanadyjskie przedsiębiorstwo produkujące sprzęt telekomunikacyjny.
W 2005 roku Nortel podpisał z południowokoreańską grupą LG porozumienie joint venture LG-Nortel. Nortel zapłacił 145 milionów dolarów za udziały w wysokości 50% plus 1.